# ブルーフレンド
『ブルーフレンド』は、えばんふみによる日本の漫画作品。

## 概要
少女漫画雑誌『りぼん』（集英社）にて連載された百合漫画であり、作者にとって4回目の連載作である。まず、『りぼん』2010年5月号から同年11月号まで全7話が連載され、『平成23年冬の大増刊号 りぼんスペシャル』に後日譚の「ブルーフレンド〜after days〜」が掲載された。さらに、『りぼん』2011年7月号から同年11月号まで、登場人物を一新した新シリーズが、『ブルーフレンド〜2nd season〜』と銘打って全5話連載された。2nd seasonは、前シリーズがシリアスだったのに対して、女の子同士の些細な日常に軸を置いて描かれている。単行本は、りぼんマスコットコミックスより全3巻が刊行されている。

## あらすじ

### 単行本1・2巻
中学2年生になったばかりの恋愛とは無関係の少女・栗原歩は、クラス替えで月島美鈴と隣の席になる。それが、すべてのはじまりであった。

### 単行本3巻（〜2nd season〜）
女子高に入学した清水可菜子は、はっきり物を言うために周囲と打ち解けられない同級生の亀井青と出会う。可菜子は、入学からしばらくは同級生のアキたちと当たり障りのない付き合いをしていたが、面と向かって言いたいことが言えない人間関係に次第に疲れを感じるようになり、中途半端な友達付き合いをやめて青と友人になる。

## 登場人物

### 単行本1・2巻
栗原歩（くりはら あゆむ）
本作の主人公。14歳の中学2年生。茶髪のショートカット。ソフトボール部所属、恋愛とは縁遠いスポーツ少女。男勝りのまっすぐな性格で、女子には人気がある。美鈴のような人をほっておけない性格であり、ふとした事から隣席の彼女と親しくなる。性格が真反対の美鈴についていけず、距離を置いていたが、彼女に居場所がない事に気づき、守りたいと思っている。料理は卵焼きしか作れない。
月島美鈴（つきしま みすず）
歩のクラスメイトかつ、隣席。どこか謎めいた感じがする美少女。料理はかなり上手である。金髪の長いくせ毛で、男子に人気だが、女子からは嫌われている。人と接する事も苦手で、普通に接してくれた歩にキスをした。母親はおらず、義理の父親と2人暮らしだが、その関係は冷淡。小学校の頃、父親の病院で出会った医者に心を許して騙されて以来、男嫌い。歩と逃避行中、全てが嫌になり自殺未遂した。父親の手術で一命をとりとめる。
東五月（あずま さつき）
美鈴と同じ小学校出身の不良女子中学生。学校の窓ガラスを割り停学となっていた。飄々とした性格でつかみ所がなく、美鈴に嫌われている。美鈴にただならぬ興味がある様子で、その過去を知っている。歩に近づき、彼女を「美鈴のお気に入り」と呼ぶ。
平井（ひらい）
歩たちとは違うクラスの男子。バスケットボール部所属、女子には人気がある。歩に告白したが、実は美鈴に何度も告白してフラれ、友人の歩に目をつけ美鈴に近よろうとした。彼の思惑は思わぬところで露見する。
保健の先生
保健室にはあまりいない。昔は美鈴の父親の病院で働いていたと共に、美鈴に手を出した若い医者の婚約者でもあった。美鈴に脅迫状を送りつけた張本人。
美鈴の父親
美鈴とは血の繋がりは無い、病院の院長。別荘を持っている、金持ち。美鈴との関係は冷淡そのもの。最終的には美鈴を助けた。
レイナ
歩の友達。歩が美鈴と関わることをひどく反対していた。歩達の逃避行中に電話をかけるなどかなりの友達思い。

### 単行本3巻（〜2nd season〜）
清水可菜子（しみず かなこ）
主人公。15歳の高校1年生。
亀井青（かめい あお）
可菜子の同級生。
アキ
可菜子、青の同級生。

## VOMIC・R
第1巻刊行時にりぼんわくわくステーション内でVOMIC・Rとして、フラッシュアニメの動画による宣伝が公開されている。声は代々木アニメーション学院声優タレント科の芦田川久子と川口絵里。

## 書誌情報
- えばんふみ 『ブルーフレンド』 集英社〈りぼんマスコットコミックス〉、全3巻
  1. 2010年9月20日第1刷発行（9月15日発売[3]）、ISBN 978-4-08-867075-1
  2. 2011年2月20日第1刷発行（2月15日発売[4]）、ISBN 978-4-08-867099-7
  3. 2011年11月20日第1刷発行（11月15日発売[5]）、ISBN 978-4-08-867154-3